# ناکفا
ناکفا یک شهرک در اریتره است که در منطقه دریای سرخ شمالی واقع شده‌است.

## خواهرخوانده
شهر بوستو آرسیتسیو خواهرخواندهٔ ناکفا هست.